# Вимур
Вимур (др.-сканд. Vimur) — в скандинавской мифологии — главная река Эливагара в Ётунхейме.

## Упоминания в мифологии
Когда ас Тор в сопровождении турса Локи направлялся к дому великана-ётуна Гейррёда, одна из двух дочерей великана — Гьяльп, стоящая у истока Вимура, заставляла переполняться эту реку, но Тор с помощью заклинаний перешёл вброд Вимур, при этом он подпоясался Поясом Силы и шёл, упираясь против течения реки посохом, данным великаншей Грид, а Локи держался за Пояс Силы (из-за сильного течения) и перейдя на другой берег через некоторое время убил Гейррёда, поэтому среди кеннингов Тора есть и «Видгюмнир брода Вимура». 
Существует также поговорка: «Рябина — спасение Тора», которая связана с тем, что из-за наводнения, устроенного дочерью ётуна во время описанной переправы, Тор, дойдя до середины реки, погрузился в стремительный поток по шею. Тогда он поднял со дна Вимура большой камень и бросил в великаншу Гьяльп со словами: «Будет в устье запруда!» — и поразив цель, в тот же миг он очутился у берега и, ухватившись за склонившуюся ему навстречу ветку рябины, выбрался из вод Вимура. Рябину «прозвали» из-за этого «спасительницей Тора», и в свои ладьи викинги вставляли кусок рябины для того, чтобы защититься от гнева Раны, жены владыки моря Эгира, которая могла, по их мнению, сокрушить корабли и потопить мореплавателей